# Шевченко Тарас Георгійович
Тарас Гео́ргійович Шевче́нко (16 березня 1929, Харків — 2015) — український живописець, художник театру, Заслужений діяч мистецтв України (2002) Член Національної спілки художників України з 1962 р..

## Біографія
Дитинство провів у місті Мерефа, де під час Другої світової війни отримав поранення та контузію. Брав активну участь у диверсійній діяльності проти окупантів, за що був катований.
1957 року закінчив Харківський художній інститут, де навчався у художників театру Бориса Косарєва та Дмитра Овчаренка, живописця Петра Шигимаги. У 1962 році став членом Спілки художників СРСР. Викладав у Луганське художнє училище. Оформлював вистави у Полтаві, Донецьку, Самарі, Луганську.
У 2002 році отримав звання Заслужений діяч мистецтв України. Посмертно отримав звання «Почесний громадянин Сахновщини» (де жив у роки війни після Мерефи).

## Оформлення вистав
- У Полтавському українському музично-драматичному театрі:
  - «Влада темряви» Льва Толстого (1958),
  - «Океан» Олександра Штейна (1961).
- У Донецькому українському музично-драматичному театрі:
  - «Повія» за Панасом Мирним (1967),
  - «Комедія по-італійськи» Раффаеле Вівіані (1974),
  - «Каса маре» Йона Друце (1978).
- У Самарському оперному театрі:
  - «Снігуронька» Миколи Римського-Корсакова.
- У Луганському українському музично-драматичному театрі:
  - «Долина мрій» А. Гимера (1987).

## Живописні твори
- «Комбат І. Лисов» (1980).
- «Затишшя» (1984—1985).
- «Повірка» (1986).
- «Навала» (1988).
- Портрет Клауса Кремера (1992).
- Портрет Ільзе Ківелітц (1992).
- «Спогади про Мальту» (1995).

## Акторські роботи
Мавши досвід у художній самодіяльності час від часу виходив на заміну у професійному театрі, також знімався у кінострічках.

### Ролі в театрі
Полтавський український музично-драматичний театр:
- «Інтервенція»[ru] Лева Славіна[ru] — Алі (заміна)

### Фільмографія
| Рік  | Назва                 | Роль              | Країна       | Примітки                |
| ---- | --------------------- | ----------------- | ------------ | ----------------------- |
| 1964 | Італійці браві хлопці | Італійський сапер | СРСР; Італія | У титрах не зазначений. |

## Нагороди
- Заслужений діяч мистецтв України (2002)[1]